# Turmhügel Altes Schloss (Gangkofen)
Der Turmhügel Altes Schloss ist eine abgegangene mittelalterliche Höhenburg die zum Typus der Turmhügelburg (Motte) gezählt wird. Sie befindet sich in einem Waldstück unmittelbar südöstlich von Satzing, einem Ortsteil der Gemeinde Gangkofen im Landkreis Rottal-Inn in Bayern. Die Stelle ist heute als Bodendenkmal Nummer D-2-7441-0127: Turmhügel des Mittelalters („Altes Schloß“) geschützt.

## Beschreibung
Die frühere Turmhügelburg liegt auf einem schmalen nach Westnordwest gerichteten und stark abfallenden, 454,9 m ü. NHN hohen Geländesporn, der unmittelbar an den im westlich davon gelegenen Tal fließenden Trennbach grenzt. Eine Kiesgrube des 19. Jahrhunderts hat sich von Norden bis unmittelbar an den Turmhügel herangefressen, auch die Ostseite des Hügels ist davon bedroht.
Der Turmhügel weist noch eine Höhe von 4,2 Meter und an seiner Basis einen Durchmesser von 20 bis 23 Meter auf, der Durchmesser an der Oberfläche des Hügels beträgt acht Meter. Hier ist eine etwa einen Meter tiefe Mulde zu erkennen, die im Nordbereich der Hügeloberfläche beginnt, und bis über die Hügelkante reicht. Umgeben wird der Turmhügel von einem Ringgraben, der noch 1 bis 1,5 Meter tief ist und keine Unterbrechung aufweist.
Geschichtliche Daten sind über das mittelalterliche Alte Schloss nicht bekannt.